# 階冪
正の整数におけるn の階冪（かいべき、英: expofactorial）あるいは指数階乗（しすうかいじょう、英: exponential factorial）とは、 1を最初の冪指数、2を最初の底として最初の冪乗をつくり、その冪乗を次の指数、3を底としてその次の冪乗をつくりと繰り返し、 n を最後の底としてつくった冪乗の値を示す。つまりは
{\displaystyle n\$=n^{(n-1)^{(n-2)\cdots {1}}}}
階冪は、漸化式で定義することもできる。
{\displaystyle a_{0}=1,\quad a_{n}=n^{a_{n-1}}}
階冪の最初の5つの値は、1, 1, 2, 9, 262144, となる。 (オンライン整数列大辞典の数列 A049384) よって262144は4の階冪である。
{\displaystyle 262144=4^{3^{2^{1}}}}
漸化式を使用すると、最初の6つの階冪は以下のように導ける。
0 $ = 1
1 $ = 1 1 = 1
2 $ = 2 1 = 2
3 $ = 3 2 = 9
4 $ = 4 9 = 262144
5 $ = 5 262144 = 6206069878 ... 8212890625（183231桁）
階冪は階乗やhyperfactorial（ハイパー階乗）より遥かに大きな値となる。たとえば 6$ は約 5×10183230桁の値になる。
1以下の階冪の逆数の総和は、以下の超越数である。
{\displaystyle \sum _{n=1}^{\infty }{\frac {1}{n\$}}={\frac {1}{1}}+{\frac {1}{2^{1}}}+{\frac {1}{3^{2^{1}}}}+{\frac {1}{4^{3^{2^{1}}}}}+{\frac {1}{5^{4^{3^{2^{1}}}}}}+{\frac {1}{6^{5^{4^{3^{2^{1}}}}}}}+\ldots =1.611114925808376736\underbrace {11111111\ldots 11111111} _{183213}272243682859\ldots }
この総和はリウヴィル数であるため超越数である。
テトレーションと同様、階冪関数の引数の実数及び複素数への拡張は現在認められていない。この点はガンマ関数として拡張された階乗関数やK関数として拡張されたハイパー階乗とは異なる。ただし、1の帯幅で定義されていれば、拡張することは可能である。

## 関連する関数、表記法、規則
- 階加（中国語版）（三角数）
- 階乗
- 階乗冪
- 超階乗